# Шоштарич, Франё
Франё Шоштарич (сербохорв. Фрањо Шоштарић / Franjo Šoštarić; 1 августа 1919 — 27 августа 1975) — югославский футболист, футбольный вратарь.

## Игровая карьера

### Клубная
Свою игровую карьеру Шоштарич начинал в загребском клубе ХАШК, позже перешёл в команду «Граджянски», в составе которой был резервистом при основном вратаре Франё Гласере. После Второй мировой войны выступал в первом послевоенном чемпионате в составе сборной НР Хорватии.
С февраля 1946 года и до завершения карьеры в конце 1952 года выступал за белградский «Партизан», провёл за него всего 239 матча (из них 84 в чемпионатах Югославии). Становился чемпионом Югославии в сезонах 1946/47 и 1948/49, завоевал Кубок Югославии в 1947 году.

### В сборной
11 октября 1946 года Шоштарич дебютировал в сборной Югославии в Тиране в матче против Румынии, состоявшемся в рамках Кубка Балкан: югославы потерпели поражение со счётом 1:2. 24 июня 1951 года провёл последнюю встречу за сборную Югославии против Швейцарии (поражение 7:3).
В составе югославской сборной выступал на летних Олимпийских играх 1948 года в Лондоне, став серебряным призёром Игр. Он сыграл все матчи за сборную (против Люксембурга, Турции, Великобритании), кроме финального матча против Швеции, в котором югославы проиграли 1:3.

## Игровая статистика
| Соревнования  | Игры | Голы |
| ------------- | ---- | ---- |
| Чемпионат     | 84   | 0    |
| Кубок         | 19   | 0    |
| Международные | 47   | 0    |
| Товарищеские  | 88   | 0    |
| Ветеранские   | 1    | 0    |
| Итого         | 239  | 0    |